# 딜리버 어스 더 문
딜리버 어스 더 문(Deliver Us the Moon)은 네덜란드의 게임 개발 스튜디오 KeokeN Interactive에서 개발한 어드벤처-퍼즐 비디오 게임이다. 2018년 9월 28일 딜리버 어스 더 문: 포르투나라는 이름으로 Windows용으로 처음 자가 배급되었다. 이후 2019년 10월 10일에 확장판이 출시되었으며, 와이어드 프로덕션이 PlayStation 4 및 Xbox One 버전의 배급을 맡아 2020년 4월 24일에 출시되었다. 이 게임은 2022년 6월 1일에 Google Stadia, 2022년 6월 23일에 플레이스테이션 5 및 Xbox Series X/S, 2024년 7월 16일에 닌텐도 스위치로 출시되었다.
딜리버 어스 더 문은 종말론적인 근미래를 배경으로 하는 SF 스릴러로 홍보되었다. 이 게임은 지구의 천연 자원이 고갈된 후 인류의 멸망을 막기 위해 달로 보내진 고독한 우주비행사를 따라간다. Windows 및 PlayStation 5 버전은 엇갈린 평가를 받았으며, PlayStation 4 및 Xbox One 버전은 비디오 게임 출판물로부터 더 긍정적인 평가를 받았다.

## 게임플레이
딜리버 어스 더 문은 내러티브의 다양한 지점에서 일인칭 또는 삼인칭 시점으로 경험할 수 있는 어드벤처 퍼즐 게임으로, 완료해야 하는 액션 유형에 따라 달라진다. 예를 들어, 플레이어가 퍼즐과 연결된 부유 로봇을 조종할 때 카메라는 일인칭 시점으로 전환된다. 플레이어는 우주왕복선을 타고 달로 발사된 우주비행사 롤프의 역할을 맡아 일련의 버려진 것처럼 보이는 시설을 조사하며, 지구의 에너지 위기를 해결하는 데 중요한 역할을 하는 자원이 채굴되고 있다.
이 게임에는 전투 시퀀스가 포함되어 있지 않지만, 게임 플레이 시퀀스에 실패하면 플레이어 캐릭터가 사망할 수 있으며, 다시 시도해야 한다.

## 개발 및 출시
딜리버 어스 더 문은 네덜란드의 비디오 게임 개발자 Koen Deetman과 Paul Deetman이 그들의 회사 KeokeN Interactive를 통해 개발했다. Deetman 형제는 할아버지의 천문학에 대한 열정뿐만 아니라 SF 영화인 2001: 스페이스 오디세이와 크리스토퍼 놀란의 인터스텔라에서 영감을 받았는데, 이 영화들이 "인간의 현실주의와 하이 컨셉 SF의 희귀한 혼합"을 보여주기 때문이었다. 딜리버 어스 더 문은 Kickstarter 캠페인을 통해 자금을 지원받았으며, 스팀 그린라이트(Steam Greenlight)에 성공적으로 제출되어 쉽게 추천을 받았다. 게임의 데모 버전은 2016년 3월 GDC 2016의 ID@Xbox Showcase 행사에서 제공되었으며, 2016년 8월부터 PC 및 Xbox One용으로 에피소드 형식으로 출시될 예정이었다.
이 게임은 2018년 9월 28일 PC용으로 "Deliver Us the Moon: Fortuna"로 처음 출시되었다. 2019년 7월, Fortuna는 개발자들에 의해 판매가 중단되었는데, 2018년 9월에 출시되었을 때 게임 상태에 대한 불만을 이유로 들었다. 재작업된 엔딩 시퀀스가 추가되고 Fortuna 부제가 제거된 확장판은 3개월 후인 2019년 10월 10일에 PC용으로 출시되었으며, Fortuna 구매자들은 무료 업데이트를 받았다. 이 게임은 2019년 12월 19일에 업데이트되었으며, 엔비디아 DLSS(Nvidia DLSS) 및 실시간 레이 트레이싱 효과를 지원하는 PC 그래픽 카드에 대한 DirectX Raytracing 지원을 제공한다.
딜리버 어스 더 문은 2020년 4월 24일에 PlayStation 4 및 Xbox One용으로 출시되었으며, Wired Productions가 배급을 맡았다. Nintendo Switch용 이식판 출시가 계획되었으나 2020년 6월에 취소되었다. PlayStation 5 및 Xbox Series X/S용 이식판은 2022년 5월 19일에 출시될 예정이었으나 2022년 6월 23일로 연기되었다. 닌텐도 스위치 이식판이 처음 취소된 지 4년 후, 배급사 Wired Productions와 개발사 KeokeN Interactive는 스위치 이식판이 2024년 7월 16일에 출시될 것이라고 발표했다.
2022년 3월 30일, Stadia 커뮤니티 블로그는 딜리버 어스 더 문이 다음 달에 Stadia용으로 출시될 것이라고 발표했다. Wired Productions는 2022년 4월 1일에 트위터 업데이트를 통해 Stadia 이식판이 연기되었음을 확인했다. Stadia 이식판은 2022년 6월 1일에 출시되었다.

## 평가
Deliver Us the Moon의 Fortuna 및 확장판은 리뷰 애그리게이터인 Metacritic에 따르면 Windows 및 PlayStation 5 버전은 "혼합 또는 평균" 리뷰를 받았고, PlayStation 4 및 Xbox One 버전은 "대체로 호평"을 받았다. Game Informer의 앤드루 라이너는 PS4 버전에 10점 만점에 8점을 주며 글, 내러티브 진행 및 분위기를 칭찬했지만 일부 퍼즐이 반복된다고 지적했다.
Deliver Us the Moon은 2020년 5월 6일에 열린 제18회 Annual Game Audio Network Guild Awards에서 두 개의 후보에 올랐으며, "Best Sound Design for an Indie Game"을 수상했다.

## 속편
딜리버 어스 더 문 이벤트로부터 10년 후를 배경으로 한 Deliver Us Mars는 2022년 3월 24일 Future Games Show Spring Showcase의 일부로 발표되었다. 이 게임은 새로운 주인공인 캐시 요한슨(엘리스 채플 연기)을 특징으로 하는데, 그녀는 첫 번째 게임의 녹음에서 어린 시절로 언급되며, Mars 행성에서의 명백한 우주선 추락 이후 동반 로봇을 재활성화한다. 딜리버 어스 마스는 Frontier Developments에서 제작했으며, 2023년 2월 2일에 Epic Games Store와 Steam PC 상점, 그리고 PlayStation 4, PlayStation 5, Xbox One, Xbox Series X/S로 출시되었다.

## 같이 보기
- 타코마 - 거의 같은 시기에 출시된 어드벤처 게임으로, 달 궤도를 배경으로 한다.

## 내용주
1. ↑  Deliver Us the Moon: Fortuna was self-published by KeokeN Interactive